# 黄崇祺
黄崇祺（1934年11月7日—），江苏常熟人，金属导体专家，中国工程院院士。
主要从事电工用铜、铝及其合金、双金属和再生铜压力加工制品的研究、开发和应用。

## 履历[1]
- 1957年，于东北工学院毕业。
- 1997年，当选中国工程院院士。